# 钟子期墓
钟子期墓是知音传说主角钟子期的墓葬，位于武汉市蔡甸区马鞍村。1980年市政府拨款重修墓冢，高1.5米，底径8米，辅以石垣环绕的墓墙；新立高1.5米宽0.7米的石碑，上刻“楚隐贤钟子期之墓”（按原碑文）。1987年于墓冢之南建钢筋混凝土碑亭——知音亭，方形四柱歇山顶。1995年、2008年两度整修。

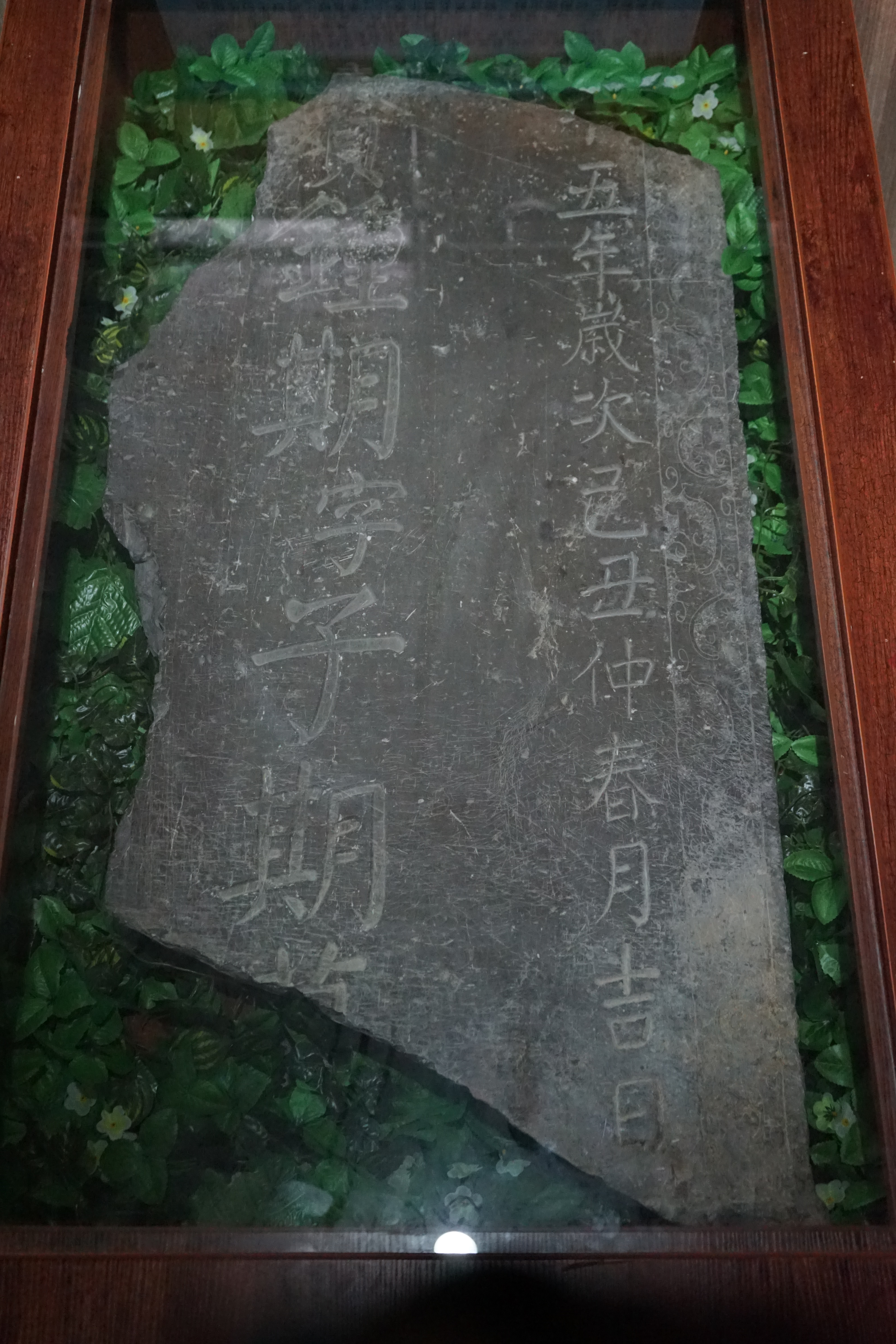
光绪钟子期墓残碑，现藏蔡甸区博物馆

据旧志记载，墓后有茂密的古杨，墓前有碑碣，屡毁屡立。原清光绪十五年汉阳知县所立之碑，毁于文革。明代墓旁建有古亭，现已无存。